# Église Saint-Étienne de Campoussy
Pour les articles homonymes, voir église Saint-Étienne.
L'église Saint-Étienne de Campoussy est une église romane, complétée d'une partie néo-gothique, située à Campoussy, dans le département français des Pyrénées-Orientales en région Occitanie. Elle a été inscrite monument historique par arrêté du 8 décembre 1950.